# Otto Friedrich Magnus von Baudissin
Otto Friedrich Magnus von Baudissin, född den 5 juli 1792, död den 25 juni 1865 i Teplitz, var en  tysk greve och militär, bror til Wolf Heinrich von Baudissin.
von Baudissin var överstelöjtnant i dansk tjänst och kommenderade 16:e bataljonen i Rendsburg, då det slesvig-holsteinska upproret utbröt 1848. Han ställde genast sitt ansedda namn och stora inflytande till insurgenternas förfogande och bidrog därigenom väsentligt till upprorets stora utbredning.
I insurgentarmén fick han viktiga befäl, stred vid Bov och Kolding samt deltog som generalmajor och brigadchef i slaget vid Isted, där han stred med utmärkt tapperhet och blev svårt sårad. Efter krigets slut landsförvisades von Baudissin av danska regeringen (1851).